# Droužetice
Droužetice falu és önkormányzat (obec) Csehország Dél-csehországi kerületének Strakonicei járásában. Területe 5,21 km², lakosainak száma 111 (2008. 12. 31). A falu Strakonicétől mintegy 4 km-re északra, České Budějovicétől 55 km-re északnyugatra, és Prágától 97 km-re délnyugatra fekszik.
Első írásos említése 1227-ből származik.

## Az önkormányzathoz tartozó települések
- Droužetice
- Černíkov (első írásos említése 1358-ban)

## Népesség
A település népessége az elmúlt években az alábbi módon változott:
| Lakosok száma | 277  | 244  | 248  | 185  | 127  | 107  | 116  | 135  | 137  | 125  |
|               | 1869 | 1890 | 1921 | 1950 | 1980 | 2001 | 2017 | 2019 | 2022 | 2024 |